# Canisianum
Collegium Canisianum je mezinárodní teologický konvikt římskokatolické církve v Innsbrucku. Je pod záštitou jezuitského řádu.

## Historie
Instituce je pojmenována po jezuitském teologovi Petru Canisiovi. Innsbrucká budova byla postavena v letech 1910-11. Během první světové války zde byli v ltech 1915-1919 umístěni studenti z římské papežské koleje Germanicum et Hungaricum de Urbe. 
21. listopadu 1938 byl konvikt uzavřen nacisty a znovu otevřen byl až v roce 1945.

## Významní absolventi
- Vilmos Apor (1892–1945), biskup rábský, blahoslavený
- Nicetas Budka (1877–1949), biskup Lvova
- Edward Flanagan (1886–1948), zakladatel Boys Town v USA
- Joseph Frings (1887–1978), arcibiskup kolínský
- Clemens August von Galen (1878–1946), němeký biskup, kardinál, kritik Adolfa Hitlera
- Antons Justs (* 1931), biskup
- Michael Felix Korum (1840–1921), biskup
- Odilo Lechner, opat
- Miroslav Ivan Ljubačivskij (1914–2000), řeckokatolický arcibiskup Lvova a kardinál
- Matthäus Quatember (1894–1953), 78. generální opat cisterciáckého řádu
- Paulus Rusch (1903–1986), biskup
- Paul Zulehner (* 1939), profesor pastorální teologie na univerzitě ve Vídni